# Lutjanus fuscescens
Lutjanus fuscescens és una espècie de peix de la família dels lutjànids i de l'ordre dels perciformes.

## Morfologia
- Els mascles poden assolir 40 cm de longitud total.[4]

## Hàbitat
És un peix de clima tropical.

## Distribució geogràfica
Es troba a la Xina, les Filipines, Indonèsia, Nova Guinea, Salomó i Nova Caledònia.